# Syllepte heliochroa
Syllepte heliochroa is een vlinder van de familie van de grasmotten (Crambidae). De wetenschappelijke naam van deze soort is voor het eerst voorgesteld door George Francis Hampson in een publicatie uit 1912.
De soort komt voor in Papoea-Nieuw-Guinea (Owen Stanleygebergte).